# 비하인드 유
《비하인드 유》(영어: Behind You)는 2020년에 개봉한 미국의 영화이다.

## 캐스팅

### 주연
- 애디 밀러 : 올리비아 역
- 잔 브로버그 펠트 : 베스 역
- 필립 브로디 : 찰스 역

### 조연
- 엘리자베스 버크너 : 클레어 역
- 에이미-린 채드윅 : 카밀라 역